# Efigenio Ameijeiras Delgado
Efigenio Ameijeiras Delgado (Puerto Padre, 21 settembre 1931 – L'Avana, 10 febbraio 2020) è stato un rivoluzionario e generale cubano, fu un entusiasta sostenitore di Fidel Castro e comandante della Polizia nazionale rivoluzionaria.

## Biografia
Fu un membro attivo della banda attiva di guerriglieri di Fidel Castro che divenne conosciuta come il Movimento del 26 luglio nominata così dopo l'Assalto alla caserma Moncada avvenuto appunto il 26 luglio del 1953, anche se non è saputo se Ameijeiras ne abbia preso attivamente parte. Si dice che venne arrestato nel 1955 per "accuse morali", con un alias di "Jomeguia". Nel dicembre 1956 era tra gli 82 ribelli di Castro a bordo dello Yacht Granma che salpò da Tuxpan in Messico diretto verso la Provincia dell'Oriente a Cuba precisamente a Punta de Las Coloradas. Lottò insieme agli altri guerriglieri nella Sierra Maestra e prese parte all'attacco alla Caserma di El Uvero il 28 maggio 1957. Nel 1958 serví come comandante della Compagnia B dell'Esercito Ribelle nella Provincia di Guantánamo.
Dopo la rivoluzione il 1º gennaio 1959, servi come capo della Polizia nazionale rivoluzionaria. Il 15 aprile 1961 in risposta agli attacchi aerei della CIA e della Brigada 2506, gestí la detenzione e l'esecuzione di migliaia di sospetti oppositori del governo cubano.
Durante lo Sbarco nella baia dei Porci il 15 aprile 1961 comandò un battaglione di 200 poliziotti e miliziani mobilitati verso Playa Girón che era attaccata dagli aerei B-25. I suoi scritti dei combattimenti e dell'arrivo a Playa Girón sono molto considerati.
In seguito servì nell'Esercito cubano con i gradi di Maggior generale e Generale di brigata. Dal 1963 al 1964 comandò il contingente cubano inviato per aiutare l'Algeria durante la Guerra delle sabbie contro il Marocco. Nel 1966 fu espulso dal Partito Comunista di Cuba per sospette "offese morali".
È morto all'Avana il 10 febbraio 2020 a causa di uno Shock settico, all'età di 88 anni.